# Villa Sinicopri
Die Villa Sinicopri ist ein Landhaus aus dem 18. Jahrhundert in San Giorgio a Cremano in der italienischen Region Kampanien. Sie ist eine der Villen der sogenannten Goldmeile (Miglio d’oro) und liegt in der Via Pittore, 78.
Wie eine Steintafel an der Villa kundtut, lebte in dem Haus viele Jahre lang der bekannte neapolitanische Strafverteidiger und mehrmalige Minister im Königreich Italien, Enrico Pessina (1828–1916).
Die Fassade zur Straße hin ist sehr einfach gehalten, aber klar im Stil des 18. Jahrhunderts. Sie ist fast ganz ohne Putz. In der Mitte öffnet sich das Eingangsportal mit einer barocken Kartusche darüber, deren Form so gebogen ist, dass sie eine Verbindung zur Schwelle des darüber liegenden Balkons herstellt.
Die Villa hat einen rechteckigen Grundriss. Zwei Terrassen, die später in Veranden umgebaut wurden, schließen den Repräsentationshof ein. Das Atrium hat ein Korbbogengewölbe und führt direkt in den Hof, wo heute noch zwei alte Brunnen und ein mit Statuen geschmücktes Gittertor, das in den Garten führt, erhalten sind.
Die Fassade zur Via Pittore hin hat zwei Stockwerke; die oberen Bereiche sind eingezogen und auf ihnen befinden sich zwei Panoramaterrassen, eine zum Vesuv hin, und eine in Richtung Meer. Das Landhaus hat auch einen Nebeneingang vom Alveo San Michele aus, die Straße, die in der Karte des Duca di Noja „Via che porta ai Catini“ (dt.: Straße, die zu den Waschbecken führt) benannt ist.